# Costa Teguise Golf
Costa Teguise Golf is een golfclub op het Spaanse eiland Lanzarote. De golfbaan is gelegen tussen de plaatsen Teguise en Costa Teguise.